# 愛丁堡國際圖書節

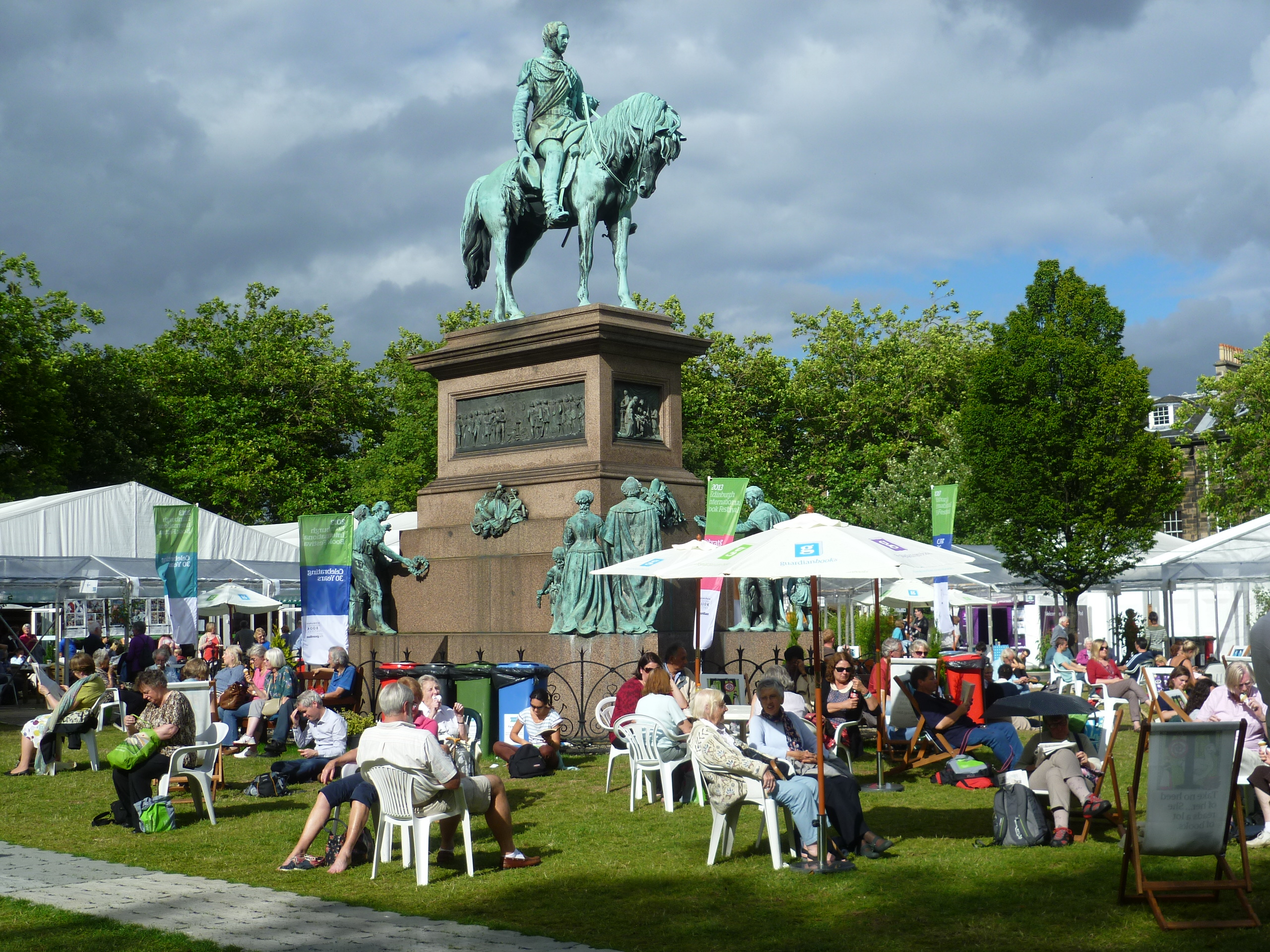
2013年愛丁堡國際圖書節

愛丁堡國際圖書節（Edinburgh International Book Festival）是每年八月在蘇格蘭首都愛丁堡夏洛特廣場舉辦的一個圖書節活動，是世界上同類活動中規模最大的之一。愛丁堡國際圖書節於1983年開始舉辦，自1997年開始每年舉辦。該活動的成功也可能是愛丁堡在2004年成為首批UNESCO文學之城的原因。

## 外部連結
- Official Edinburgh International Book Festival website （页面存档备份，存于）
- Official Edinburgh Festivals Guide （页面存档备份，存于）